# Parco nazionale di Hiidenportti
Il parco nazionale di Hiidenportti (in finlandese: Hiidenportin kansallispuisto) è un parco nazionale della Finlandia, nella provincia di Oulu. È stato istituito nel 1982 e occupa una superficie di 45 km².